# Монтеспертолі
Монтеспертолі (італ. Montespertoli) — муніципалітет в Італії, у регіоні Тоскана,  метрополійне місто Флоренція.
Монтеспертолі розташоване на відстані близько 230 км на північний захід від Рима, 20 км на південний захід від Флоренції.
Населення — 13 543 особи (2014).

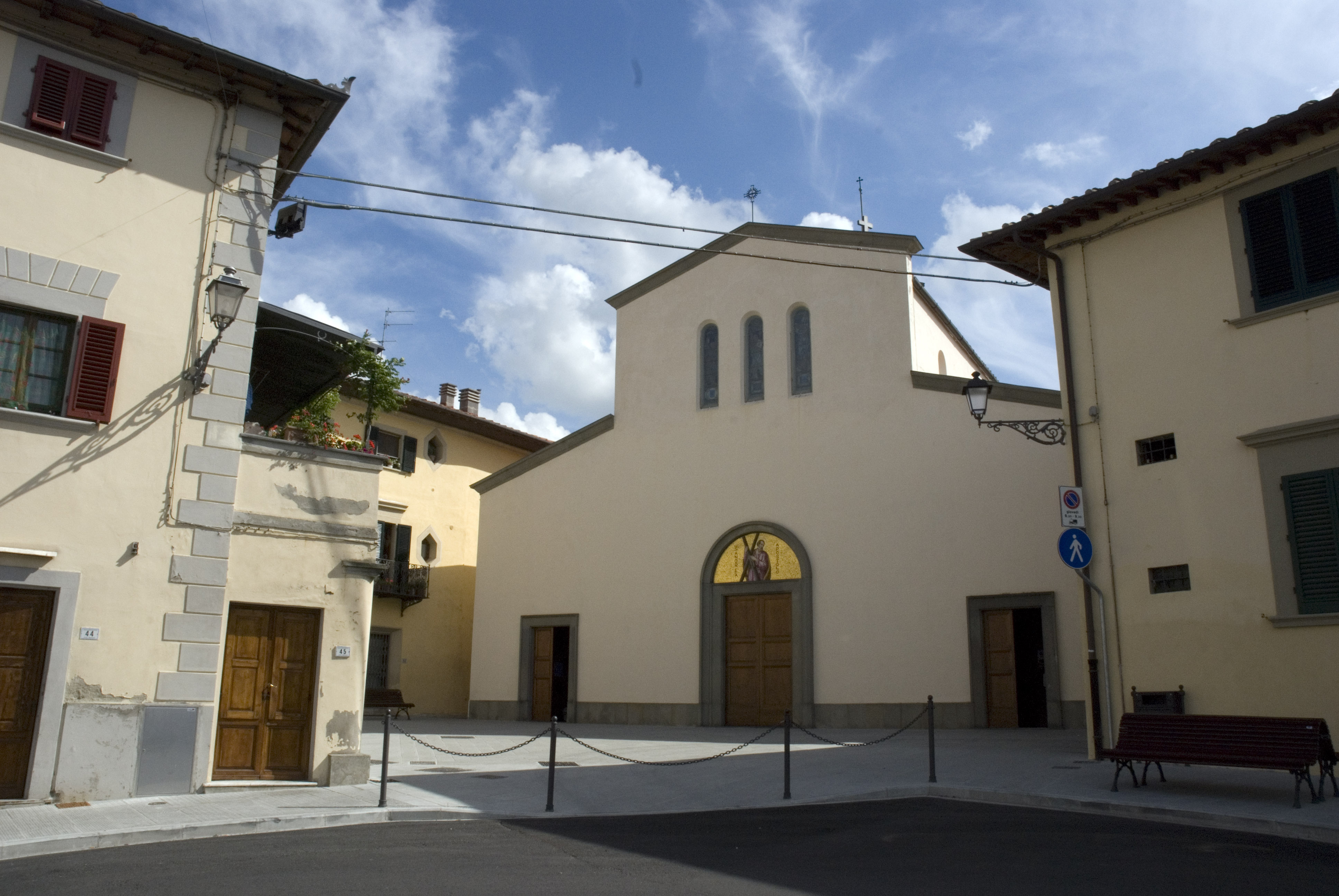

Щорічний фестиваль відбувається 30 листопада. Покровитель — Андрій Первозваний.

## Демографія
Населення за роками:

Станом на 1 січня 2023 року в муніципалітеті офіційно проживало 1056 іноземців з 69 країн, серед них 313 громадян країн Євросоюзу та 12 громадян України.

## Сусідні муніципалітети
- Барберино-Валь-д'Ельса
- Кастельфьорентіно
- Чертальдо
- Емполі
- Ластра-а-Сінья
- Монтелупо-Фьорентіно
- Сан-Кашіано-ін-Валь-ді-Пеза
- Скандіччі
- Таварнелле-Валь-ді-Пеза